# Àcid N-metil-D-aspàrtic
L'àcid N-metil-D-aspàrtic (NMDA) és un derivat aminoàcid que actua com un agonista específic del receptor NMDA i, a més, simula l'acció del neurotransmissor glutamat en aquest receptor. A diferència del glutamat, l'NMDA només s'uneix i regula aquest receptor sense tenir cap altre efecte en els altres receptors de glutamat.
L'NMDA és una substància sintètica hidrosoluble que normalment no es troba en els teixits biològics. Es va sintetitzar per primera vegada els anys 60. L'NMDA és una excitotoxina; això té aplicacions en recerca en la neurociència del comportament. El conjunt d'estudis que utilitzen aquesta tècnica cauen dins del terme "estudis de lesions". Els investigadors apliquen NMDA a regions específiques del cervell o medul·la espinal del subjecte (animal) i valoren el comportament d'estudi, com el comportament operatiu. Si el comportament està compromès, suggereix que el teixit afectat forma part de la regió del cervell que contribueix de manera important a l'expressió normal d'aquell comportament. El NMDA en petites quantitats no és neurotòxic, per tant, es pot investigar l'acció del glutamat específicament a través dels receptors NMDA injectant petites quantitats de NMDA en una regió concreta del cervell: per exemple, la injecció de NMDA en el tronc encefàlic indueix locomoció involuntària en gats i rates.

## Antagonistes
L'APV, l'amantadina, el dextrometorfan, la ketamina, l'òxid nitrós, la fenciclidina, el riluzole, la memantina i l'àcid quinurènic (l'únic endogen) són exemples d'antagonistes del receptor NMDA.